# Mosquée Heydar
La mosquée Heydar est une mosquée de Bakou et a été construite en l'honneur de l'ancien président de l'Azerbaïdjan, Heydar Aliyev.

## Histoire
La mosquée couvre une superficie totale de 12 000 m2 et la surface interne du bâtiment couvre une superficie totale de 4 200 m2. La façade du bâtiment est décorée de pierres spéciales inspirées du style architectural Chirvan - Abcheron. Il a quatre minarets de 95 m de hauteur. Il possède des dômes principaux de 55 m de hauteur et de 35 m de hauteur. Les versets du Coran étaient écrits sur les côtés des dômes.
Mubariz Gourbanli, président du Comité d'État sur les associations religieuses de la république d'Azerbaïdjan, a déclaré que la mosquée Heydar était un complexe séparé. Ce bâtiment est rattaché au pouvoir exécutif de la ville de Bakou et géré sur la base des règlements pertinents.
L'ordre de construire la mosquée Heydar a été donné par Ilham Aliyev en 2012. Les travaux de construction ont commencé en septembre 2012 et se sont achevés à la fin de 2014.
La cérémonie d'ouverture officielle de la mosquée a eu lieu le 26 décembre 2014, au cours de laquelle Ilham Aliyev, son épouse Mehriban Aliyeva, président du conseil de coordination des muftis du Caucase du Nord et le mufti de Karatchaïévo-Tcherkessie, Ismail Berdyev, président du diocèse de Bakou et de l'Azerbaïdjan, membre de l'Eglise orthodoxe russe - le pape Alexandre y a participé, le président de la communauté religieuse des Juifs de la montagne de Bakou, Melih Evdaev, représentant plénipotentiaire du bureau des musulmans du Caucase en fédération de Russie, Chafik Pchikhatchev et chef de la Direction des Musulmans du Caucase, cheikh-ul-islam Allahchukur Pachazadé.
Le pape François a visité la Mosquée Heydar, le 2 octobre 2016.